# Phyletisches Museum

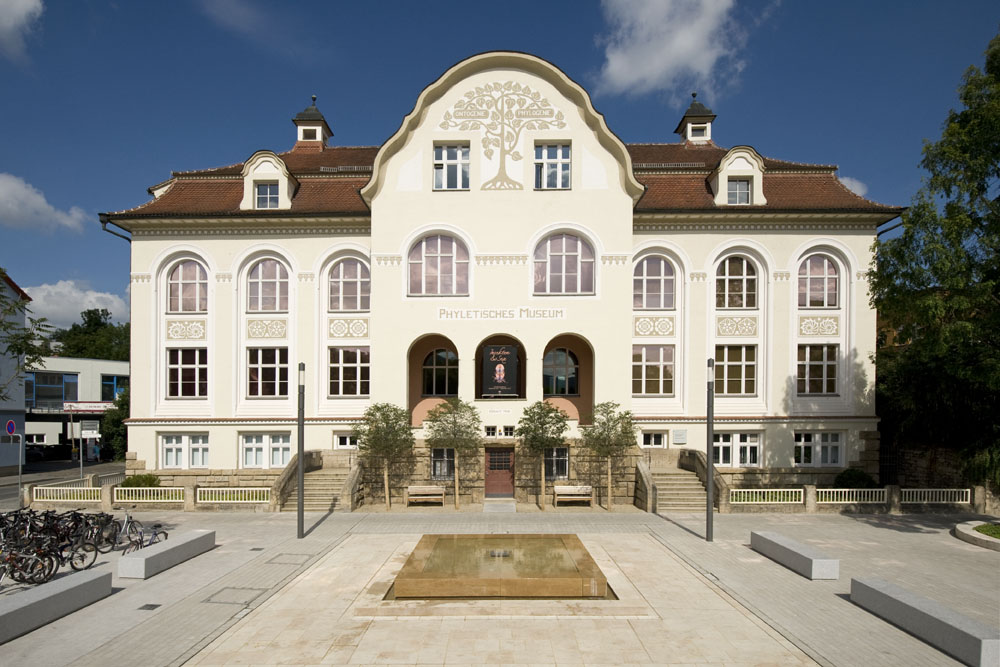
Phyletisches Museum in Jena mit neuer Vorplatzgestaltung

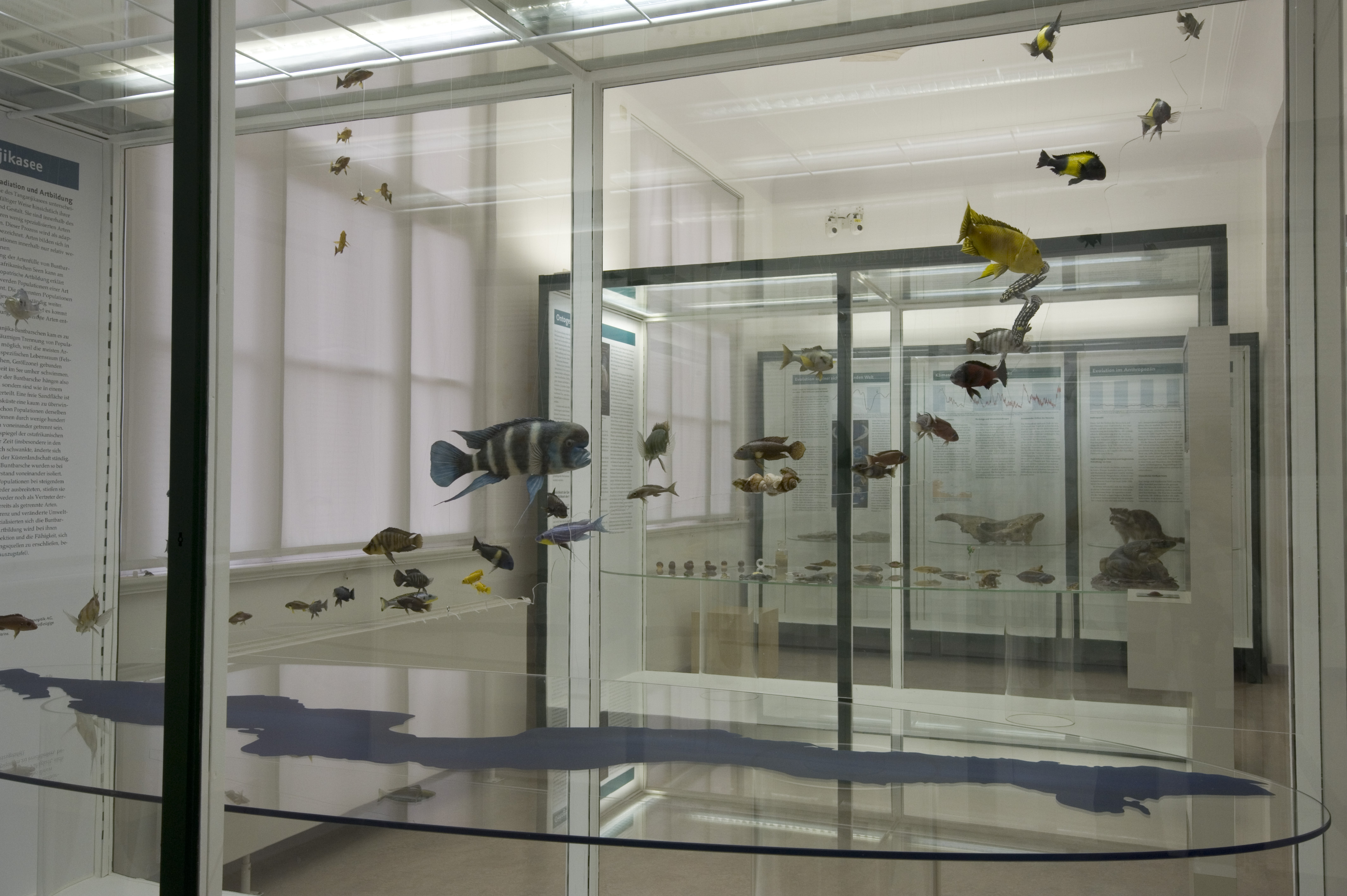
Blick in den Evolutionssaal mit der Vitrine 'Buntbarsche im Tanganjikasee'

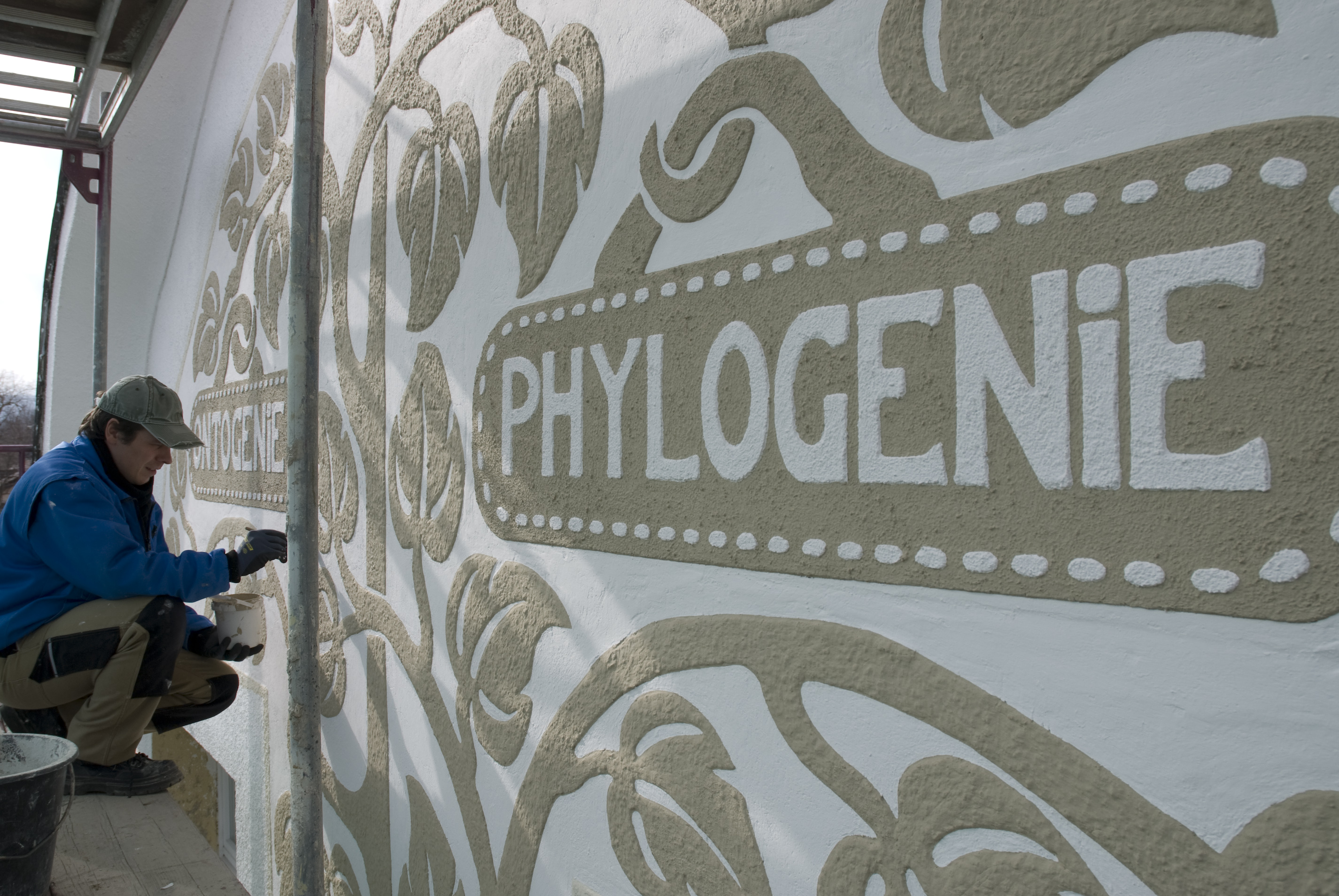
Wiederhergestellter Schriftzug bei der Sanierung 2008

Das Phyletische Museum ist ein von Ernst Haeckel begründetes Museum zur Phylogenese in Jena.
Das Phyletische Museum zählt jährlich 17.000 Besucher. Zur Dauerausstellung gehören der Evolutionssaal (u. a. Taubenrassen, AIDS, Buntbarsche, Ontogenese von Amphibien) sowie mehrere Säle zur Stammesgeschichte der mehrzelligen Tiere inklusive des Menschen. Themen von Sonderausstellungen waren u. a. Domestikation, Diatomeen – Formensinn, Die kleinere Mehrheit – Fotos von Piotr Naskrecki, Insekten & Sex und Biologische Invasionen.

## Geschichte
Der Grundstein des Museums wurde am 28. August 1907, an dem sich der Geburtstag Johann Wolfgang von Goethes jährte, gelegt. Ernst Haeckel schenkte das Gebäude am 30. Juli 1908 der Friedrich-Schiller-Universität Jena anlässlich deren 350-jährigen Bestehens. Das Phyletische Museum wurde aus Geldern der Carl-Zeiss-Stiftung errichtet und beherbergte zunächst keine Ausstellung. Die erste Dauerausstellung wurde 1912 von Ludwig Plate eröffnet, der Haeckel als Museumsdirektor 1909 gefolgt war.
Es sollte von Anfang an nicht nur ein Naturkundemuseum sein, sondern die Entwicklung des Lebens vermitteln. Bis heute ist die Darstellung von Phylogenese (Stammesgeschichte) und Evolutionstheorie zusammen mit der Begegnung von Kunst und Natur das Hauptanliegen des Phyletischen Museums. Heute ist das Museum Teil des Institutes für Spezielle Zoologie und Evolutionsbiologie der Universität Jena. Es beherbergt umfangreiche zoologisch-paläontologische Sammlungen mit über 500.000 Stücken. Die Sammlungsgeschichte geht bis in das 18. Jahrhundert zurück. Es finden sich heute noch originale Stücke aus der Zeit, als Goethe Leiter der anatomisch-zoologischen Sammlung war. Die Sammlungen des Museums dienen als Grundlage der Forschung des Institutes, u. a. an der Anatomie von Hunden und anderen Säugetieren, an der Morphologie, Stammesgeschichte und biologischen Vielfalt der Insekten.

## Architektur
Das Gebäude des Museums ist im Jugendstil errichtet. Architekt war Karl Dittmar, der Pläne nach Ideen und Skizzen von Haeckel anfertigte. Das Gebäude ist heute ein Kulturdenkmal. Die Fassade wurde 2007–2008 denkmalgerecht saniert. Dabei wurden viele der Ende der 1950er Jahre zerstörten Ornamente originalgetreu wiederhergestellt u. a. Details aus dem 'Lebensbaum' im Giebelfeld mit den von Haeckel in Jena geprägten Begriffen „Phylogenie“ und „Ontogenie“. Auch der 'Medusensaal' mit Deckengemälden von Adolf Giltsch nach Vorlagen von Ernst Haeckel wurde Mitte der 1990er Jahre wiederhergestellt. Der Platz vor dem Museum wurde 2011–2012 erneuert und mit einem Brunnen versehen.

## Leitung
- Ernst Haeckel (1907–1909)
- Ludwig Plate (1909–1935)
- Jürgen Wilhelm Harms (1935–1950)
- Eduard Uhlmann (1950–1952, kommissarisch weiter bis zum 1. September 1954)
- Manfred Gersch (1954–1974)
- Horst Füller (1974–1993)
- Martin S. Fischer (1993–2021)
- Andreas Hejnol seit 2021[1]